# Hot Country Songs
Hot Country Songs is een Amerikaanse hitlijst die wekelijks wordt uitgebracht door het tijdschrift Billboard. De lijst verscheen voor het eerst op 8 januari 1944 en geeft de populariteit weer van muzieknummers in het genre countrymuziek. De lijst telt vijftig plaatsen en wordt samengesteld door Nielsen Broadcast Data Systems (BDS). Bij de samenstelling wordt rekening gehouden met zowel de digitale verkopen als het aantal malen dat het nummer wordt gedraaid op de radiostations die gespecialiseerd zijn in countrymuziek.

## Geschiedenis
De lijst gaf in het begin alleen weer welke countrynummers het populairst waren in jukeboxen her en der in de VS en heette dan ook Most Played Juke Box Folk Records. Op 15 mei 1948 kwam daar een hitlijst met Best Selling Retail Folk Records bij, die aangaf welke platen het best werden verkocht, en op 10 december 1949 een hitlijst met Country & Western Records Most Played By Folk Disk Jockeys met de meest gedraaide nummers in radio-uitzendingen.
Op 17 juni 1957 stopte de jukebox-hitparade. De andere twee stopten allebei op 13 oktober 1958. Op 20 oktober 1958 publiceerde Billboard voor het eerst een lijst waarin zowel de verkopen van platen als hun ‘airplay’ op radiostations waren verdisconteerd: de Hot C&W Sides. Er was plaats voor dertig A- of B-kanten van singles.
Op 3 november 1962 werd de naam veranderd in Hot Country Singles. De lijst telde achtereenvolgens 30, 50, 75, 100 en weer 75 plaatsen. Vanaf 20 januari 1990 werd de lijst samengesteld door BDS, die alleen keek naar de airplay, niet langer naar de verkopen. Op 17 februari van hetzelfde jaar werd de hitlijst herdoopt in Hot Country Singles & Tracks en op 30 april 2005 in Hot Country Songs. De lijst werd teruggebracht van 75 via 60 naar 50 plaatsen.
Sinds 20 oktober 2012 worden ook muziekdownloads en gegevens afkomstig van streaming media verdisconteerd in de Hot Country Songs.